# 라이너스 밴드
라이너스 밴드는 연세대, 고려대가 연합하여 결성된 최광수가 1979~1980년에 활동했던 대한민국의 밴드이다. 데뷔곡이자 대표곡인 '연'은 풋풋한 대학생의 패기와 순수가 느껴지는 곡으로 큰 사랑을 받았으며 이 곡으로 활동을 시작하면서 1980년 1집 [Linus]를 발매하기도 했다. 1집 활동 중 각자의 학업을 이유로 밴드 활동을 지속하기 어려워지면서 활동을 중단했다.

## 멤버
- 최광수(기타, 보컬/고려대 3학년): 건축가로 활동하다 '07년 별세
- 이규왕(드럼/연세대 3학년): 현 명지대 화학과 교수
- 김광민(키보드/연세대 3학년)
- 문영삼(베이스/연세대 2학년)
- 김광현(기타/연세대 3학년)

## 연혁
- 1979.06. TBC 주최 젊은의 가요제에서 가수 겸 생물학자인 조진원이 작사/작곡한 '연'으로 대상수상
- 2004.07. KBS 콘서트7080 출연
- 2006.05. KBS 콘서트7080 출연
- 2007.7.29 최광수 사망[1]